# 麗江地震
麗江地震（れいこうじしん）は、1996年2月3日に中華人民共和国雲南省南西部にある麗江市で発生した地震。マグニチュードは麗江市観測史上初となる7.0を観測した。震源は北緯27.291度、東経100.276度、地震の規模はM s 7.0、M w 6.6、焦点深度は約11.1キロメートル、メルカリ震度階級では10（X）。この地震の影響で、合計309人が死亡、4,070人が重傷、12,987人が軽傷を負い、合計7億8600万ドル（30.5億ドルとも言われる）の被害が発生した。

## 地形
麗江地震の地震帯は、中国西南部の様々な地殻変動による応力が複雑に働く地域に位置し、地域応力場の合力は南南東に働いている。地質学的データは、地震地域が北西、北東、北西-北-北方向の3つの大規模な構造断層に囲まれた三角形の断層ブロック内に位置していることを示している。
このことから本震は北-西方向の断層と南-北方向の断層の交差点で発生し、地震は2つの断層の両側で破裂し、2つの破裂過程を形成したと推測されている。地震直後、玉龍雪山東縁の断層はこの地震の地震発生断層であると考えられた。断層は急傾斜角の通常の断層のようであり、東に向かう傾向がある。

## 制度別の地震概要
中国地震ネットワークセンターによれば、地震は1996年2月3日19時14分18.1秒、震源は中華人民共和国雲南省麗江ナシ族自治県（現在の玉竜ナシ族自治県）にあたる北緯27度18分、東経100度13分、焦点深度は約10キロメートルであり、M s 7.0の規模であるとしている。
米国地質調査所によれば、地震は1996年2月3日の19時14分20秒に発生し、震源地は中国の四川省と雲南省の境界（北緯27.291度、東経100.276度）地震の規模はM w 6.6、M b 6.4、M s 6.5、エネルギーマグニチュード 6.6であるとした。また、地震発生から20年以上経った2017年4月12日、米国地質調査所はこの地震の強さを、メルカリ震度階級において殆どの建物とその基礎部分が破壊される強さを示す、Xであるとした。

## 余震
1996年2月29日の時点で、M s 2.0以上の物では合計1,872回の余震を引き起こした。その中でも1996年2月5日の早朝にM s 6.0の余震、2月6日と7日に、M s 5.7、5.4、5.1の余震が発生している。

## 被害
地震により、309人が死亡、4,070人が重傷、12,987人が軽傷を負った。
地震の主な被災地は麗江、デチェン・チベット族自治州、大理ペー族自治州、怒江リス族自治州の18,720平方キロメートル。また12,000平方キロメートルの地域で、地震は200以上の地滑り事故を伴った。
麗江市は震源付近であることから非常に多くの被害を発生させた。この地域だけで185,321人が家を失い、累計約7億8600万元（約30.5億元）もの損失を発生させた。

## その後の再建
雲南省の当時の知事であった和志強は、地震後の麗江の被災地に副首相の呉邦国と同行し、地震救援活動の指示を出し、生産再開と家の再建のための準備を行った。地震当日、財務省と民政部は災害救援に1,000万元を割り当て、国家計画委員会は緊急救援に1,000万元を割り当てた。地震の3日後の2月6日、雲南省政府は雲南省政府の地震救援に関する記者会見を開いた。
震災後、上海市は被災地に最初に200万元、100万元の救援物資を寄付し、その後、広東省、山東省、貴州省もそれに追随した。何英傑は被災地に7500万香港ドルを寄付し、起業家の李嘉誠は1000万元を寄付し、香港の企業、社会組織、報道機関は計1300万元を寄付し、香港は1億元近くを寄付した。国境なき医師団は被災地に100万米ドルの救援物資を送った。ドイツ、デンマーク、ノルウェー、ルーマニア、韓国、日本、米国、イスラエル、一部の国際機関も資金と資材を寄付した。雲南省政府と世界銀行からの復興支援金は橋や運河の修復に使用した。再建工事は、麗江をユネスコの世界遺産とする上で重要な役割を果たした。
この地震の後、麗江市から北へ約2キロ離れた麗江市から鳴音鎮までのライムハイウェイの横に「麗江「2・3」地震の被災地記念碑」が建造された。中心柱の周囲は19.97メートル、高さは7.1メートル。中心柱の壁は長さ19.96メートル、高さ2.3メートル。また、記念碑には次の言葉が刻まれている。
---

## 参考
- Zhou, Jia-Wen; Xu, Wei-Ya; Yang, Xing-Guo; Shi, Chong; Yang, Zhao-Hui (2010), “The 28 October 1996 landslide and analysis of the stability of the current Huashiban slope at the Liangjiaren Hydropower Station, Southwest China”, Engineering Geology 114 (1–2):  45–56, doi:10.1016/j.enggeo.2010.04.001
- 国際地震センターには、この地震に関する文献目録やデータがある。

## 参考資料
1. ↑  “PAGER-CAT Earthquake Catalog”.  アメリカ地質調査所. 2021年9月15日閲覧。
2. 1 2 3 4  “麗江7.0級地震震害分布特徴初歩研究” (中国語). 雲南地質 (2):  148-155. (1997) 2018年2月13日閲覧。.
3. ↑  “麗江地震序列的震源機制、発震応力場和破裂特徴” (中国語). 地震研究 (1):  26-34. (1997) 2018年2月13日閲覧。.
4. ↑  Tang, C. (1999). “Inventory of Landslides Triggered by the 1996 Lijiang Earthquake, Yunnan Province, China” (英語). Transactions of the Japanese Geomorphological Union 20 (3):  335-349. ISSN 0389-1755 2018年2月13日閲覧。.
5. 1 2  麗江日報 (2016年2月3日). “丽江2.3地震20周年 云南省原省长和志强亲笔回忆抗震救灾往事” (中国語). 雲南网.  オリジナルの2016年2月4日時点におけるアーカイブ。 2018年2月13日閲覧。
6. ↑  Ebbe, Katrinka (英語). Lijiang, China - Earthquake Reconstruction and Heritage Conservation. The World Bank 2018年2月13日閲覧。.
7. ↑  麗江熱綫 (2018年2月3日). “紀念麗江“2.3”大地震” (中国語). 搜狐新聞.  オリジナルの2018年2月14日時点におけるアーカイブ。 2018年2月13日閲覧。